# Liste des circonscriptions législatives d'Ille-et-Vilaine
Le département français d'Ille-et-Vilaine est, sous la Cinquième République, constitué de six circonscriptions législatives de 1958 à 1986, de sept circonscriptions après le redécoupage électoral de 1986 puis de huit circonscriptions depuis le redécoupage de 2010, entré en application à compter des élections législatives de 2012.

## Présentation
Par ordonnance du 13 octobre 1958 relative à l'élection des députés à l'Assemblée nationale, le département d'Ille-et-Vilaine est d'abord constitué de six circonscriptions électorales.
Lors des élections législatives de 1986 qui se sont déroulées selon un mode de scrutin proportionnel à un seul tour par listes départementales, le nombre de sièges d'Ille-et-Vilaine a été porté de six à sept.
Le retour à un mode de scrutin uninominal majoritaire à deux tours en vue des élections législatives suivantes, a maintenu ce nombre de sept sièges,, selon un nouveau découpage électoral.
Le redécoupage des circonscriptions législatives réalisé en 2010 et entrant en application à compter des élections législatives de juin 2012, a modifié le nombre et la répartition des circonscriptions d'Ille-et-Vilaine, porté à huit du fait de la forte croissance démographique du département.

## Composition des circonscriptions

### Composition des circonscriptions en 1815
En 1815, le département d'Ille-et-Vilaine comprend six circonscriptions regroupant les cantons suivants :
- Fougères : Antrain, Fougères-Nord, Fougères-Sud, Louvigné-du-Désert, Saint-Aubin-du-Cormier, Saint-Brice-en-Coglès.
- Montfort : Bécherel, Montauban, Montfort, Plélan, Saint-Méen-le-Grand.
- Redon : Bain, Grand-Fougeray, Guichen, Maure, Pipriac, Redon, Le Sel.
- Rennes : Châteaugiron, Hédé, Janzé, Liffré, Mordelles, Rennes-Nord-Est, Rennes-Nord-Ouest, Rennes-Sud-Est, Rennes-Sud-Ouest, Saint-Aubin-d'Aubigné.
- Saint-Malo : Cancale, Châteauneuf, Combourg, Dol, Pleine-Fougères, Pleurtuit, Saint-Malo, Saint-Servan, Tinténiac.
- Vitré : Argentré, Châteaubourg, La Guerche, Retiers, Vitré-Nord, Vitré-Sud.

### Composition des circonscriptions de 1820 à 1831
De 1820 à 1831, le département d'Ille-et-Vilaine comprend quatre circonscriptions regroupant les cantons suivants :
- 1er collège (Saint-Malo) : Antrain, Bécherel, Cancale, Châteauneuf, Combourg, Dol, Pleine-Fougères, Pleurtuit, Saint-Malo, Saint-Servan, Tinténiac.
- 2e collège (Rennes) : Châteaugiron, Hédé, Janzé, Montauban, Mordelles, Rennes-Nord-Est, Rennes-Nord-Ouest, Rennes-Sud-Est, Rennes-Sud-Ouest, Saint-Aubin-d'Aubigné.
- 3e collège (Fougères - Vitré) : Argentré, Châteaubourg, Fougères-Nord, Fougères-Sud, La Guerche, Liffré, Louvigné-du-Désert, Retiers, Saint-Aubin-du-Cormier, Saint-Brice-en-Coglès, Vitré-Nord, Vitré-Sud.
- 4e collège (Montfort - Redon) : Bain, Grand-Fougeray, Guichen, Maure, Montfort, Pipriac, Plélan, Redon, Saint-Méen-le-Grand, Le Sel.

### Composition des circonscriptions de 1831 à 1848
De 1831 à 1848, le département d'Ille-et-Vilaine comprend sept circonscriptions regroupant les cantons suivants :
- 1er collège (Rennes) : Rennes-Nord-Est, Rennes-Nord-Ouest, Rennes-Sud-Est, Rennes-Sud-Ouest.
- 2e collège (Rennes) : Châteaugiron, Hédé, Janzé, Liffré, Mordelles, Saint-Aubin-d'Aubigné.
- 3e collège (Saint-Malo) : Cancale, Châteauneuf, Combourg, Dol, Pleine-Fougères, Pleurtuit, Saint-Malo, Saint-Servan, Tinténiac.
- 4e collège (Vitré) : Argentré, Châteaubourg, La Guerche, Retiers, Vitré-Nord, Vitré-Sud.
- 5e collège (Fougères) : Antrain, Fougères-Nord, Fougères-Sud, Louvigné-du-Désert, Saint-Aubin-du-Cormier, Saint-Brice-en-Coglès.
- 6e collège (Redon) : Bain, Grand-Fougeray, Guichen, Maure, Pipriac, Redon, Le Sel.
- 7e collège (Montfort) : Bécherel, Montauban, Montfort, Plélan, Saint-Méen-le-Grand.

### Composition des circonscriptions de 1852 à 1857
De 1852 à 1857, le département d'Ille-et-Vilaine comprend quatre circonscriptions regroupant les cantons suivants :
- Rennes : Châteaugiron, Hédé, Janzé, Mordelles, Rennes-Nord-Est, Rennes-Nord-Ouest, Rennes-Sud-Est, Rennes-Sud-Ouest, Saint-Aubin-d'Aubigné.
- Saint-Malo : Cancale, Châteauneuf, Combourg, Dol, Pleine-Fougères, Pleurtuit, Saint-Malo, Saint-Servan, Tinténiac.
- Fougères - Vitré : Antrain, Argentré, Châteaubourg, Fougères-Nord, Fougères-Sud, La Guerche, Liffré, Louvigné-du-Désert, Retiers, Saint-Aubin-du-Cormier, Saint-Brice-en-Coglès, Vitré-Est, Vitré-Ouest.
- Montfort - Redon : Bain, Bécherel, Grand-Fougeray, Guichen, Maure, Montauban, Montfort, Pipriac, Plélan, Redon, Saint-Méen-le-Grand, Le Sel.

### Composition des circonscriptions de 1857 à 1870

Le découpage électoral de l'Ille-et-Vilaine de 1857 à 1870.

De 1857 à 1870, le département d'Ille-et-Vilaine comprend quatre circonscriptions regroupant les cantons suivants :
- Rennes : Châteaugiron, Hédé, Janzé, Liffré, Mordelles, Rennes-Nord-Est, Rennes-Nord-Ouest, Rennes-Sud-Est, Rennes-Sud-Ouest, Saint-Aubin-d'Aubigné.
- Saint-Malo : Bécherel, Cancale, Châteauneuf, Combourg, Dol, Pleine-Fougères, Pleurtuit, Saint-Malo, Saint-Servan, Tinténiac.
- Fougères - Vitré : Antrain, Argentré, Châteaubourg, Fougères-Nord, Fougères-Sud, La Guerche, Louvigné-du-Désert, Retiers, Saint-Aubin-du-Cormier, Saint-Brice-en-Coglès, Vitré-Est, Vitré-Ouest.
- Montfort - Redon : Bain, Grand-Fougeray, Guichen, Maure, Montauban, Montfort, Pipriac, Plélan, Redon, Saint-Méen-le-Grand, Le Sel.

### Composition des circonscriptions de 1876 à 1919

Le découpage électoral de l'Ille-et-Vilaine de 1876 à 1885 puis de 1889 à 1919.

De 1876 à 1885 puis de 1889 à 1919, le département d'Ille-et-Vilaine comprend huit circonscriptions regroupant les cantons suivants :
- Rennes-1 : Rennes-Nord-Est, Rennes-Nord-Ouest, Rennes-Sud-Est, Rennes-Sud-Ouest.
- Rennes-2 : Châteaugiron, Hédé, Janzé, Liffré, Mordelles, Saint-Aubin-d'Aubigné.
- Saint-Malo-1 : Cancale, Dol, Pleine-Fougères, Saint-Malo.
- Saint-Malo-2 : Châteauneuf-d'Ille-et-Vilaine, Combourg, Dinard, Saint-Servan, Tinténiac.
- Montfort : Bécherel, Montauban, Montfort, Plélan, Saint-Méen-le-Grand.
- Redon : Bain-de-Bretagne, Grand-Fougeray, Guichen, Maure, Pipriac, Redon, Le Sel.
- Fougères : Antrain, Fougères-Nord, Fougères-Sud, Louvigné-du-Désert, Saint-Aubin-du-Cormier, Saint-Brice-en-Coglès.
- Vitré : Argentré-du-Plessis, Châteaubourg, La Guerche-de-Bretagne, Retiers, Vitré-Est, Vitré-Ouest.

### Composition des circonscriptions de 1928 à 1940

Le découpage électoral de l'Ille-et-Vilaine de 1928 à 1940.

De 1928 à 1940, le département d'Ille-et-Vilaine comprend huit circonscriptions regroupant les cantons suivants :
- Rennes-1 : Hédé, Liffré, Rennes-Nord-Est, Rennes-Nord-Ouest, Saint-Aubin-d'Aubigné.
- Rennes-2 : Châteaugiron, Janzé, Mordelles, Rennes-Sud-Est, Rennes-Sud-Ouest.
- Saint-Malo-1 : Cancale, Dol, Pleine-Fougères, Saint-Malo.
- Saint-Malo-2 : Châteauneuf-d'Ille-et-Vilaine, Combourg, Dinard, Saint-Servan-sur-Mer, Tinténiac.
- Montfort : Bécherel, Montauban, Montfort, Plélan, Saint-Méen-le-Grand.
- Redon : Bain-de-Bretagne, Grand-Fougeray, Guichen, Maure-de-Bretagne, Pipriac, Redon, Le Sel.
- Fougères : Antrain, Fougères-Nord, Fougères-Sud, Louvigné-du-Désert, Saint-Aubin-du-Cormier, Saint-Brice-en-Coglès.
- Vitré : Argentré-du-Plessis, Châteaubourg, La Guerche-de-Bretagne, Retiers, Vitré-Est, Vitré-Ouest.

### Composition des circonscriptions de 1958 à 1986

Le découpage électoral de l'Ille-et-Vilaine de 1958 à 1986.

À compter du découpage de 1958, le département d'Ille-et-Vilaine comprend six circonscriptions regroupant les cantons suivants :
- 1re circonscription : Bécherel, Hédé, Liffré, Rennes-Nord-Est, Rennes-Nord-Ouest, Saint-Aubin-d'Aubigné.
- 2e circonscription : Châteaugiron, Montauban, Montfort, Mordelles, Rennes-Sud-Est, Rennes-Sud-Ouest, Saint-Méen-le-Grand.
- 3e circonscription : Argentré-du-Plessis, Châteaubourg, La Guerche-de-Bretagne, Janzé, Retiers, Vitré-Est, Vitré-Ouest.
- 4e circonscription : Bain-de-Bretagne, Grand-Fougeray, Guichen, Maure-de-Bretagne, Pipriac, Plélan-le-Grand, Redon, Le Sel-de-Bretagne.
- 5e circonscription : Antrain, Fougères-Nord, Fougères-Sud, Louvigné-du-Désert, Saint-Aubin-du-Cormier, Saint-Brice-en-Coglès.
- 6e circonscription : Cancale, Châteauneuf-d'Ille-et-Vilaine, Combourg, Dinard, Dol-de-Bretagne, Pleine-Fougères, Saint-Malo, Saint-Servan-sur-Mer, Tinténiac.

### Composition des circonscriptions de 1988 à 2012

Le découpage électoral de l'Ille-et-Vilaine de 1988 à 2012.

À compter du découpage de 1986, le département d'Ille-et-Vilaine comprend sept circonscriptions regroupant les cantons suivants :
- 1re circonscription : Rennes-le-Blosne, Rennes-Bréquigny, Rennes-Centre-Sud, Rennes-Sud-Est, Rennes-Sud-Ouest.
- 2e circonscription : Combourg, Hédé, Rennes-Bréquigny, Rennes-Centre, Rennes-Nord, Rennes-Nord-Est, Saint-Aubin-d'Aubigné, Tinténiac.
- 3e circonscription : Bécherel, Montauban, Montfort, Mordelles, Rennes-Centre-Ouest, Rennes-Nord-Ouest, Saint-Méen-le-Grand.
- 4e circonscription : Bain-de-Bretagne, Bruz, Grand-Fougeray, Guichen, Maure-de-Bretagne, Plélan-le-Grand, Pipriac, Redon, Le Sel-de-Bretagne.
- 5e circonscription : Argentré-du-Plessis, Cesson-Sévigné, Châteaubourg, Châteaugiron, La Guerche-de-Bretagne, Janzé, Rennes-Est, Retiers, Vitré-Est, Vitré-Ouest.
- 6e circonscription : Antrain, Fougères-Nord, Fougères-Sud, Liffré, Louvigné-du-Désert, Saint-Aubin-du-Cormier, Saint-Brice-en-Coglès.
- 7e circonscription : Cancale, Châteauneuf-d'Ille-et-Vilaine, Dinard, Dol-de-Bretagne, Pleine-Fougères, Saint-Malo-Nord, Saint-Malo-Sud.

### Composition des circonscriptions à compter de 2012

Le découpage électoral de l'Ille-et-Vilaine depuis 2012.

Depuis le nouveau découpage électoral, le département comprend huit circonscriptions regroupant les cantons suivants :
- 1re circonscription : Bruz, Rennes-le-Blosne, Rennes-Bréquigny, Rennes-Centre-Sud, Rennes-Sud-Est
- 2e circonscription : Betton, Cesson-Sévigné, Hédé, Liffré, Rennes-Nord-Est, Rennes-Est
- 3e circonscription : Bécherel, Combourg, Montfort-sur-Meu, Montauban-de-Bretagne, Rennes-Nord-Ouest, Saint-Méen-le-Grand, Tinténiac
- 4e circonscription : Bain-de-Bretagne, Grand-Fougeray, Guichen, Maure-de-Bretagne, Pipriac, Plélan-le-Grand, Redon, Le Sel-de-Bretagne
- 5e circonscription : Argentré-du-Plessis, Châteaubourg, Châteaugiron, La Guerche-de-Bretagne, Janzé, Retiers, Vitré-Est, Vitré-Ouest
- 6e circonscription : Antrain, Fougères-Nord, Fougères-Sud, Louvigné-du-Désert, Pleine-Fougères, Melesse, Saint-Aubin-du-Cormier, Saint-Brice-en-Coglès
- 7e circonscription : Cancale, Châteauneuf-d'Ille-et-Vilaine, Dinard, Dol-de-Bretagne, Saint-Malo-Nord, Saint-Malo-Sud
- 8e circonscription : Mordelles, Rennes-Centre, Rennes-Centre-Ouest, Rennes-Nord, Rennes-Sud-Ouest

À la suite du redécoupage des cantons de 2014, les circonscriptions législatives ne sont plus composées de cantons entiers mais continuent à être définies selon les limites cantonales en vigueur en 2010. Les circonscriptions sont ainsi composées des cantons actuels suivants :
- 1re circonscription : Bruz (sauf commune de Laillé), Janzé (4 communes), Rennes-2 (partie sud du quartier Alphonse Guérin), Rennes-3, Rennes-4 (quartiers Villeneuve et Sainte-Thérèse), Rennes-5 (quartier Bréquigny)
- 2e circonscription : Betton (sauf commune de Chevaigné), Liffré (sauf commune de Brécé), Melesse (7 communes), Rennes-1 (quartier Maurepas), Rennes-2 (partie nord du quartier Alphonse Guérin, quartiers Longs-Champs, Beaulieu et Jeanne d'Arc), communes de Dingé, Lanrigan, Livré-sur-Changeon et Québriac
- 3e circonscription : Combourg (sauf communes de Dingé, Lanrigan et Québriac), Melesse (3 communes), Montauban-de-Bretagne, Montfort-sur-Meu (8 communes), Rennes-6 (quartier Villejean), Le Rheu (2 communes)
- 4e circonscription : Bain-de-Bretagne, Guichen, Montfort-sur-Meu (7 communes), Redon, communes de Bréal-sous-Montfort et Laillé
- 5e circonscription : Châteaugiron, La Guerche-de-Bretagne, Janzé (6 communes), Vitré, commune de Brécé
- 6e circonscription : Dol-de-Bretagne (11 communes), Fougères-1 (sauf commune de Livré-sur-Changeon), Fougères-2, Melesse (4 communes), Val-Couesnon, commune de Chevaigné
- 7e circonscription : Dol-de-Bretagne (20 communes), Saint-Malo-1, Saint-Malo-2
- 8e circonscription : Rennes-1 (centre-ville, quartiers de La Bellangerais, Saint-Martin et La Motte-Brûlon), Rennes-2 (quartiers Thabor et Saint-Hélier), Rennes-4 (centre-ville, quartiers Colombier et Chézy-Dinan), Rennes-5 (quartiers Cleunay, Arsenal-Redon, Bourg-l'Evêque et Moulin du Comte), Rennes-6 (quartiers Beauregard et La Touche), Le Rheu (6 communes), commune de Saint-Gilles